# Abacetus katanganus
Abacetus katanganus là một loài bọ chân chạy thuộc phân họ Pterostichinae. Loài này được Burgeon mô tả lần đầu năm 1934.